# Grace Reid
Grace Reid (* 9. Mai 1996 in Edinburgh, Schottland) ist eine britische Wasserspringerin. Sie startet für das Team City of Edinburgh Diving Club in den Disziplinen Kunst- und Synchronspringen. In Synchronwettbewerben springt sie an der Seite von Hannah Starling.
Reid bestritt ihren ersten internationalen Wettkampf bei den Europameisterschaften 2010 in Budapest. Im Kunstspringen vom 3-m-Brett wurde sie Vierte. Bei den Europameisterschaften 2011 wurde sie zusammen mit Starling Fünfte im 3-m-Synchronwettbewerb.
Bei den Commonwealth Games 2010 in Delhi erreichte sie im Kunstspringen vom 3-m-Brett zudem Rang sechs.
2010 wurde Reid erstmals Britische Meisterin und gewann zudem Bronze bei den Junioreneuropameisterschaften, jeweils im 3-m-Synchronwettbewerb.
Sie gewann bei den Schwimmweltmeisterschaften 2017 mit ihrem Mannschaftskollegen Tom Daley eine Silbermedaille in der Disziplin 3 Meter Synchron Mixed.